# Süßer See
Süßer See – jezioro we wschodnich Niemczech, w Saksonii-Anhalcie, w powiecie Mansfeld-Südharz, położone na południowy wschód od Eisleben.
Powierzchnia jeziora wynosi 2,38 km², głębokość nie przekracza 7 m. Jezioro zasilane jest wodami rzeki Böse Sieben, która uchodzi do niego na zachodzie. Na wschodzie kanały łączą jezioro z sąsiednim Bindersee, następnie Kernersee, skąd wody spływają dalej poprzez rzekę Salza do Soławy. Nad brzegiem jeziora położone są wsie Seeburg i Aseleben.
Na terenach wokół jeziora rozwinęło się sadownictwo i winogrodnictwo.